# أبريل تيليك
أبريل أمبر تيليك (بالإنجليزية: April Amber Telek)‏ (من مواليد 29 أبريل 1975 في نورث فانكوفر، كندا) هي ممثلة كندية.

## روابط خارجية
- أبريل تيليك على موقع IMDb (الإنجليزية)
- أبريل تيليك على موقع ألو سيني (الفرنسية)
- أبريل تيليك على موقع أول موفي (الإنجليزية)
- أبريل تيليك على موقع قاعدة بيانات الأفلام السويدية (السويدية)
- أبريل تيليك على موقع قاعدة بيانات الفيلم (الإنجليزية)
- أبريل تيليك على موقع كينوبويسك (الروسية)